# Salduero
Salduero é um município da Espanha na província de Sória, comunidade autónoma de Castela e Leão, de área 2,69 km² com população de 100 habitantes (2006) e densidade populacional de 70,70 hab/km².

## Demografia
| Variação demográfica do município entre 1991 e 2004 | Variação demográfica do município entre 1991 e 2004 | Variação demográfica do município entre 1991 e 2004 | Variação demográfica do município entre 1991 e 2004 |
| --------------------------------------------------- | --------------------------------------------------- | --------------------------------------------------- | --------------------------------------------------- |
| 1991                                                | 1996                                                | 2001                                                | 2004                                                |
| 217                                                 | 193                                                 | 188                                                 | 193                                                 |